# 52 Europa
52 Europa é um dos maiores asteroides do cinturão de asteroides, com um diâmetro de cerca de 300 km. Foi descoberto em 4 de fevereiro de 1858, por Hermann Goldschmidt em Paris. Recebeu o nome de Europa, uma das amantes de Zeus na mitologia grega, que compartilha com a lua de Júpiter Europa.